# إسحاق المشيني
إسحاق عودة المشيني إذاعي وفنان أردني من أصل فلسطيني، أحد مؤسسي الاذاعة الأردنية ومعدّ ومقدّم أول مسلسل اذاعي درامي أردني «مضافة أبو محمود». والد الفنانين نبيل المشيني و‌أسامة المشيني و‌غسان المشيني.

## حياته
أوائل القرن العشرين، اختلف الشاب إسحق مع والده عودة. يُريد الأب للابن أن يعمل في التجارة، ويُريد الشاب التدريس. ترك الابن عائلته في السلط وتوجّه إلى الضفة الغربيّة للعمل مدرسًا للغة العربيّة، تعرّف بعدها على فتاة من بيت جالا، فتزوجا وأنجبت في القدس طفلًا أولًا أسمياه باسل، ثم طفلًا آخر أسمياه نبيل، وكان يوم ولادته في ديسمبر 1939.
رجع إسحق بعائلته إلى السلط سنة 1942، وبعد أقل من سنتين ارتحل إلى عمّان مع عائلته وطفليه وهناك ولد له أبناؤه أسامة وغسان.

## أعماله الفنية والاذاعية
أعد وقدم مضافة أبو محمود المسلسل الإذاعي الذي يعد الأول في الدراما الأردنية، وكان يشاركه فيه مازن القبج . وقد اعد هذا المسلسل بطلب وصفي التل مدير الإذاعة الأردنية آنذاك فطلب أن يكون المسلسل الإذاعي باللهجتين البلقاوية الريفية والفلسطينية الريفية أيضا. وقد اشترك معهما في التمثيل سامي حداد وغالب الحديدي وسهام لطفي (أم محمود) وعبده موسى ونظمية الربضي (فلحة) ونبيل المشيني (محمود). وقدم خلال الفترة بين 1958 حتى 1966. وقد اقترب المسلسل من قضايا الوطن والمواطن وناقشها بدرجة كبيرة من التماهي بين أسرة البرنامج والمستمعين ما مكنه من تسجيل أعلى درجات التأثير بالمستمعين خلال مسيرة العمل الإذاعي الأردني.

## وفاته
توفي قبل عام من موعد تقاعده فلم يحصل على راتب تقاعدي رغم عمله في الإذاعة. وهناك شارع إسحاق المشيني بدابوق في عمان .